# Luiz Nascimento
Luiz Carlos Nascimento Júnior (Vargem Alta, 3 de janeiro de 1987), mais conhecido como Luizão, é um futebolista brasileiro naturalizado italiano e usbeque que atua como zagueiro. Atualmente joga no Noroeste.

## Carreira

### Cruzeiro
Jogador de defesa, iniciou sua carreira nas categorias de base do Cruzeiro em 2005, foi lançado na equipe profissional em 2006, pelo então técnico Paulo César Gusmão, e chamou a atenção pela velocidade e pelo vigor físico. Ficou no Cruzeiro até ser emprestado ao Locarno, da Suíça, em 2007.

### Vasco da Gama
Duas semanas após a sua transferência, sem ter a oportunidade de disputar um único jogo pelo clube suíço, o jogador foi emprestado ao Vasco da Gama por seis meses. Porém no fim do ano, pouco antes do fim do contrato de empréstimo, o clube anunciou a renovação, estendendo-o até o fim de 2008. Esse contrato, entretanto, foi rescindido em agosto de 2008, a pedido do próprio jogador, pois clubes da Coca-Cola Championship o sondavam. E também após uma discussão com o então treinador Antônio Lopes, Luizão foi afastado do elenco titular.

### Bunyodkor
Após a rescisão de contrato com o Vasco, Luizão acertou a sua ida para o Bunyodkor, do Uzbequistão, o mesmo clube para onde se transferiu José Luis Villanueva, que foi seu companheiro no clube carioca poucos meses antes.

### Retorno ao Cruzeiro
Acertou seu retorno ao Cruzeiro em 26 de agosto de 2009, assinando por empréstimo de um ano do Locarno.

### Bahia
Em setembro de 2010, Luizão acertou com o Bahia, por empréstimo, com contrato até o final do ano. Contribuindo para a ascensão da equipe à Série A do Campeonato Brasileiro, teve o contrato renovado para 2011. Em abril do ano seguinte, no entanto, o jogador pediu rescisão contratual do clube.

### Nacional-MG
Em dezembro de 2011, Luizão foi contratado pelo Nacional de Nova Serrana para reforçar a equipe no Campeonato Mineiro de 2012. O jogador estreou no time na vitória sobre o Guarani por 1–0 e foi elogiado pelo técnico José Ângelo.

### Ceará
No dia 21 de maio de 2012, Luizão foi apresentado como reforço do Ceará para a Série B do Campeonato Brasileiro. O jogador foi contratado a pedido do técnico Paulo César Gusmão. No dia 31 de outubro, Luizão foi dispensado e retornou ao Nacional-MG.

### Cabofriense
Em dezembro de 2013, acertou com a Cabofriense para a temporada 2014.

### ABC
Em janeiro de 2015, Luizão foi anunciado como reforço do ABC para a temporada 2015.

### Grêmio Novorizontino
Em janeiro de 2016, Luizão foi apresentado como o novo reforço do Grêmio Novorizontino para a temporada 2016. O defensor disputou o Campeonato Paulista pelo clube aurinegro.

## Títulos
Cruzeiro
- Campeonato Mineiro: 2006

Bunyodkor
- Copa do Uzbequistão: 2008
- Campeonato Uzbeque: 2008

ABC
- Copa RN: 2015

Portuguesa
- Campeonato Paulista - Série A2: 2022

Seleção Brasileira Sub-18
- Copa Sendai: 2005